# 남포로
남포로(Nampo-ro)는 경상남도 고성군 고성읍 수남삼거리 에서 고성군 고성읍 기월사거리를 잇는 경상남도의 도로이다.

## 주요 경유지
경상남도
- 고성군 (고성읍)

## 노선
| 이름              | 접속 노선                 | 소재지 | 소재지 | 비고                  |
| ----------------- | ------------------------- | ------ | ------ | --------------------- |
| 수남삼거리        | 공룡로                    | 고성군 | 고성읍 |                       |
| 수남(회전) 교차로 | 남포로79번길 남포로80번길 | 고성군 | 고성읍 |                       |
| 서외(회전)오거리  | 중앙로 성내로             | 고성군 | 고성읍 |                       |
| 송학광장 교차로   | 송학로                    | 고성군 | 고성읍 |                       |
| (이름없음)        | 송학로113번길             | 고성군 | 고성읍 | 지방도 제1009호선구간 |
| 기월사거리        | 송학고분로                | 고성군 | 고성읍 | 지방도 제1009호선구간 |
| 대가로와 직결     |                           |        |        |                       |

## 주요 시설및 건물
- 고성중앙고등학교 (남포로 45/수남리 524)
- 한국국토정보공사 고성지사 (남포로 5/수남리 527-9)